# Iwamizawa
Iwamizawa (岩見沢市; -shi) é uma cidade japonesa localizada na subprovíncia de Sorachi, na província de Hokkaido.
Em 2003 a cidade tinha uma população estimada em 83 768 habitantes e uma densidade populacional de 409,14 h/km². Tem uma área total de 204,74 km².
Recebeu o estatuto de cidade a 1 de Abril de 1943.

## Cidades-irmãs

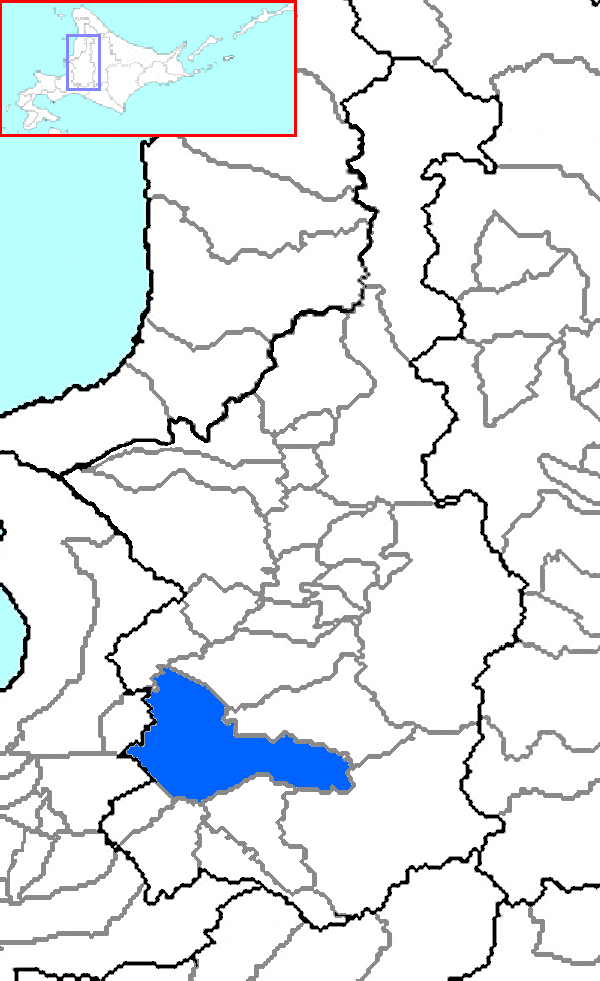

- Pocatello, EUA
- Canby, EUA
- Acheng, China
- Minami-arupusu, Japão
- Sanuki, Japão
- Tonami, Japão